# Feliks Rafał Halpern
Feliks Rafał Halpern (ur. 28 grudnia 1866 w Łodzi, zm. 3 lutego 1942 tamże) – polski muzyk, pianista i pedagog żydowskiego pochodzenia.

## Życiorys
Urodził się jako syn Adolfa (Abegdola). Udzielał lekcji gry fortepianowej, był nauczycielem w szkole muzycznej Tadeusza i Ignacego Hanickich. Prowadził dział muzyczny w Nowym Kurierze Łódzkim, współpracował jako felietonista i sprawozdawca muzyczny z Tygodnikiem Łódzkim Ilustrowanym, Godziną Polski, Głosem Polskim, Głosem Porannym i Prawdą. 
Skomponował utwory salonowe na fortepian, Illusion i Jaśminy, pieśń liryczną W lipowe kwiaty, A gdy na wojenkę szli ojczyźnie służyć. Opublikował książkę Muzycy w anegdocie i humor muzyczny. Wchodził w skład Łódzkiego Towarzystwa Muzycznego. Lekcji gry na fortepianie udzielał w swoim mieszkaniu przy ulicy Henryka Sienkiewicza 20. Później zmienił adres na al. Tadeusza Kościuszki 53. W łódzkim getcie mieszkał przy ulicy Bolesława Limanowskiego 28. Zmarł na tyfus plamisty i został pochowany na nowym cmentarzu żydowskim przy ulicy Brackiej.